# Yoon Suk-yeol
Yoon Suk-yeol (kor. 윤석열, ur. 18 grudnia 1960 w Seulu) – południowokoreański polityk i prawnik, od 10 maja 2022 do 4 kwietnia 2025 prezydent Republiki Korei, gdzie od 14 grudnia 2024 był zawieszony w wykonywaniu obowiązków.
Jako naczelny prokurator Korei Południowej odegrał rolę w skazaniu byłej prezydent Park Geun-hye za nadużycie władzy, doprowadzenie do korupcji oraz odbieraniu łapówek. Yoon jest członkiem konserwatywnej Partii Władzy Ludowej. Pokonał kandydata Partii Demokratycznej Lee Jae-myunga w wyborach prezydenckich w Korei Południowej w 2022 r.

## Życiorys

### Młodość
Urodził się niedaleko Seulu, w miejscowości Yeonhui-dong, która znajduje się w dystrykcie Seodaemun. Jego ojciec, Yoon Ki-joong (1931-2023) urodził się w Nonsan i był pedagogiem, absolwentem Uniwersytetu Yonsei i Uniwersytetu Hitotsubashi, gdzie później założył Koreańskie Towarzystwo Statystyczne. Ojciec Yoona był pełnoprawnym członkiem Narodowej Akademii Nauk Republiki Korei. Jego matka urodziła się w Gangneung i była wykładowcą na Uniwersytecie Ewha Womans.

### Kariera prawnicza
Ukończył studia prawnicze na Uniwersytecie Narodowym w Seulu. Po zdaniu w 1990 egzaminów rozpoczął pracę w Prokuraturze Generalnej w Daegu, gdzie pracował nad zwalczaniem korupcji. Potem został przeniesiony do Seulu.
W 2019 został mianowany przez prezydenta Moon Jae-in prokuratorem generalnym Korei Południowej. W 2021 zrezygnował ze stanowiska.

### Prezydentura
Był uważany za potencjalnego kandydata na prezydenta w wyborach prezydenckich w 2022 roku od czasu afery Cho Kuk, kiedy pojawiał się jako znaczący kandydat w sondażach społecznych co najmniej od stycznia 2020 r. W sondażu ze stycznia 2021 obejmującym wszystkich możliwych kandydatów na prezydenta, Yoon prowadził jako najbardziej znaczący lider z 30,4% głosów. To więcej niż pojedyncze poparcie dla rządzących liderów Partii Demokratycznej Lee Jae-myunga i Lee Nak-yona.
29 czerwca 2021 oficjalnie ogłosił swoją kandydaturę w wyborach prezydenckich 2022 roku 12 lipca zarejestrował się w Państwowej Komisji Wyborczej jako kandydat niezależny.
30 lipca dołączył do konserwatywnej Partii Władzy Ludowej, wówczas głównej partii opozycyjnej w Korei Południowej. Wcześniej Yoon był politycznie niezależny, chociaż jego powszechne poparcie pochodziło głównie od konserwatystów.
Zwyciężył w wyborach przeprowadzonych 9 marca 2022. Kandydat Partii Demokratycznej Lee Jae-myung przyznał się do porażki we wczesnych godzinach następnego dnia.
Urząd prezydenta objął 10 maja 2022.
14 grudnia 2024 południowokoreański parlament, wynikiem głosów 204 z 300, wszczął procedurę impeachmentu wobec prezydenta, który w związku z tym został zawieszony w pełnieniu obowiązków. Obowiązki prezydenta Korei Południowej przejął premier, Han Duck-soo.
31 grudnia 2024 został wydany nakaz aresztowania Yoon Suk-yeol'a w sprawie wprowadzenia stanu wojskowego, podjęta 3 stycznia 2025 próba jego wykonania się nie powiodła. Ochrona prezydenta uniemożliwiła wejście na teren jego rezydencji i realizację nakazu, twierdząc że został on wydany wadliwie. 7 stycznia sąd w Seulu ponownie wydał nakaz jego aresztowania. Został zatrzymany 15 stycznia, a formalnie aresztowany 18 stycznia. Obecnie znajduje się w areszcie śledczym, gdzie umieszczony został w pojedynczej celi. Odmówił składania zeznań. 26 stycznia prokuratura oskarżyła Yoona o "kierowanie zamachem stanu". 20 lutego odbyło się pierwsze wstępne przesłuchanie procesu karnego ws. ww. oskarżeń. Yoon nie zabrał głosu, jeden z jego prawników oświadczył przed sądem, że wprowadzenie stanu wojennego "nie miało na celu sparaliżowania państwa", lecz miało ostrzec społeczeństwo przed "dyktaturą legislacyjną opozycyjnej partii". Jednocześnie, obrona prezydenta przekonywała, że potrzebuje więcej czasu na zapoznanie się z aktami sprawy, natomiast prokuratura wezwała do szybkiego procedowania sprawy z uwagi na jej powagę. Następne przesłuchanie zaplanowano na 24 marca.
Również 20 lutego, Yoon Suk-yeol stawił się na procesie o impeachment przed Trybunałem Konstytucyjnym, który znajduje się w fazie końcowej — następna rozprawa odbędzie się 25 lutego, na której zarówno Yoon, jak i przedstawiciele parlamentu, mają wygłosić mowy końcowe. Media i analitycy uważają, że wyrok zapadnie prawdopodobnie w marcu.
W dniu 4 kwietnia 2025 roku ośmioosobowy Trybunał Konstytucyjny jednogłośną decyzją podtrzymał impeachment Yoona, formalnie usuwając go z urzędu.

## Poglądy polityczne

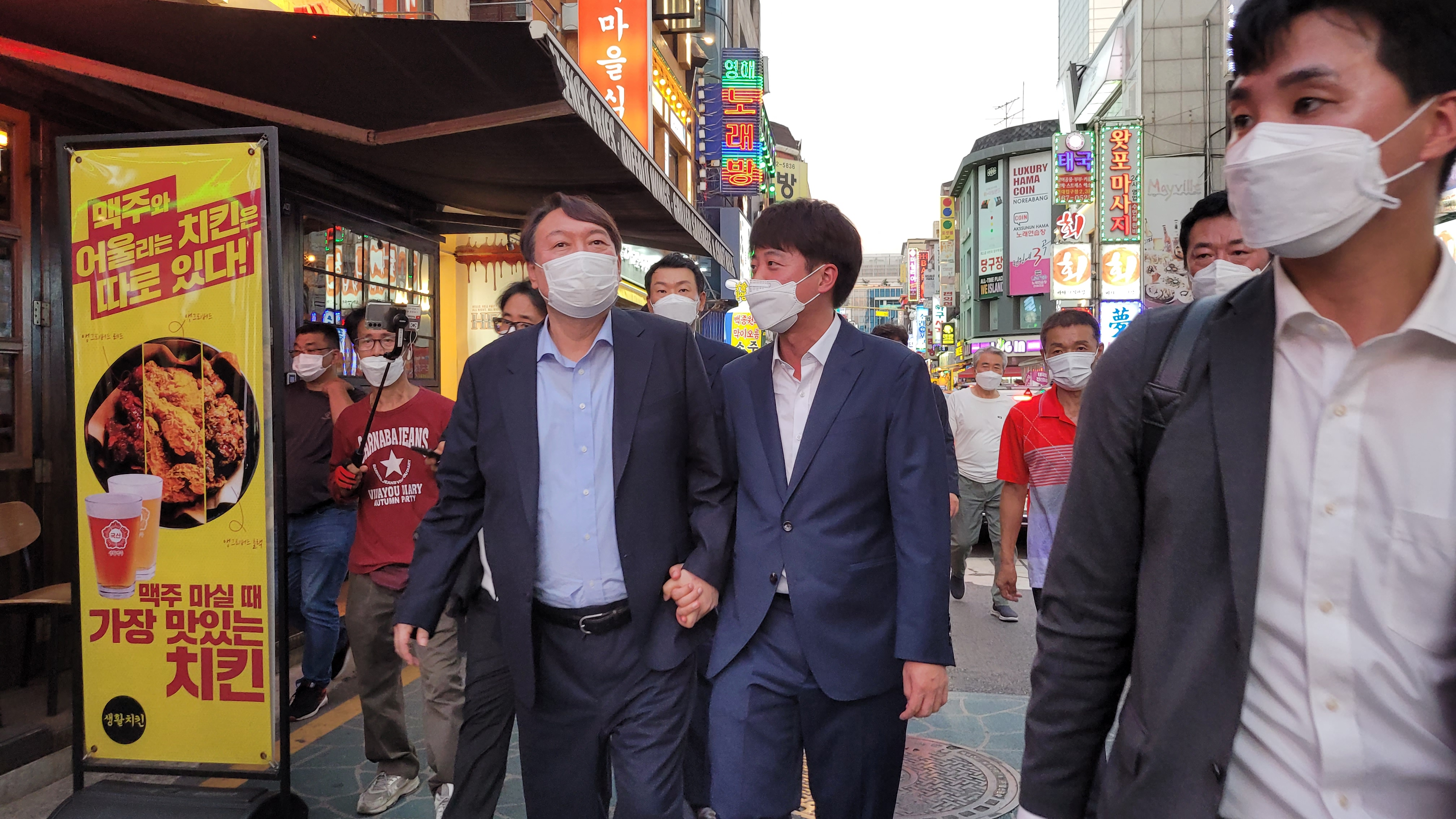
Yoon Suk-yeol (po lewej) z liderem partii Władzy Ludowej Lee Jun-seokiem (po prawej)

Określa siebie samego jako „konserwatystę”. Były poseł koreańskiego parlamentu, Chung Doo-un uważa Yoona za konserwatystę. Komentator polityczny Chin Jung-kwon, który popiera Yoona, nazwał go libertarianinem.
Sprzeciwiał się rządowemu interwencjonizmowi gospodarczemu i etatyzmowi. Powoływał się na noblistę z dziedziny ekonomii Miltona Friedmana i jego książkę z 1980 r. pod tytułem Wolny wybór. Książka ta wywarła na niego ogromny wpływ, by poprzeć liberalizm gospodarczy.
Opowiadał się za ograniczeniem kodeksu pracy do minimum. Popiera zniesienie 52-godzinnego tygodnia pracy i likwidację płacy minimalnej. Jak sam również wskazał na swojej stronie na Facebooku, chce zlikwidować Ministerstwo Równości Płci i Rodziny.

## Krytyka i założenia
Pierwsze miesiące rządów Yoon Suk-yeola zakładały radykalne ograniczenie roli państwa w gospodarce, ograniczenie płac i emerytur z nastawieniem na liberalizację rynku wewnętrznego i międzynarodowego. Yoon w trakcie kampanii wyborczej skupił się na polityce międzynarodowej, tę kwestię poruszył również w trakcie swoich rządów. W trakcie kampanii wyborczej spotkało się to z odpowiedzią jego liberalnego przeciwnika Lee Jae-myung z poprzednio rządzącej Partii Demokratycznej.
Celem jego polityki było przywrócenie równowagi finansów publicznych i poszerzenie dostępu do kapitału zagranicznego, czego skutkiem była m.in. znacznie poszerzająca się współpraca z przemysłem obronnym w Polsce w sprawie dostawy sprzętu wojskowego. W rezultacie pierwszych miesięcy rządów gospodarka koreańska rozwinęła się bardzo szybko, a Korea Południowa stała się w ostatnich miesiącach jednym z liderów wzrostu gospodarczego w Azji Wschodniej.
Polityka Yoona spotyka się również z krytyką. Wielu ludzi uważa, że pierwsze miesiące jego rządów były nieproporcjonalnie negatywne dla najbiedniejszych i pracujących grup społecznych. Skupienie się na rozwoju sektora prywatnego kosztem sektora publicznego spowodowało gwałtowny wzrost cen, co znacznie podwyższyło koszt życia dla większości Koreańczyków. Ograniczenia płac i emerytur oraz drastyczne cięcia w budżecie spowodowały, że wielu ludzi straciło pracę albo zmuszeni byli do pracy za niższe wynagrodzenie.
Jego polityka gospodarcza doprowadziła także do wysokich cen energii elektrycznej czy wysokiej inflacji, która w kwietniu była rekordowa od 24 lat i wynosiła 6,3%.
Niezadowolenia społeczne biorą się też z kontrowersyjnych decyzji indywidualnych tego prezydenta. Na początku sierpnia 2022 r., w Korei Południowej wystąpiły rekordowe opady deszczu, które zabiły co najmniej 11 osób. Te wydarzenia objęły mieszkańców, którzy żyją obszarach zagrożonych powodzią. Media donoszą, że brak funduszy i planów ochrony setek tysięcy biednych, starszych i niepełnosprawnych mieszkańców miasta wywołało powszechne oburzenie. W ciągu ostatnich trzech lat władze miasta Seul zmniejszyły wydatki związane z powodziami o około jedną trzecią. Prezydent Korei Południowej Yoon Suk-yeol w trakcie powodzi wydawał rozkazy przez telefon ze swojej rezydencji do kierownictwa ratunkowego. Po sytuacji nie zwiększył wydatków budżetowych, nie pomógł w naprawie szkód po powodzi.
Kwestia ta została również poruszona podczas briefingu prasowego Ye Yun-hai, zastępcy rzecznika Partii Sprawiedliwości Korei Południowej: „Kiedy Yoon opuścił Niebieski Dom, który był w pełni wyposażony do funkcjonowania jako wieża kontrolna, powiedział, że nie będzie miał żadnych problemów z obsługą wszystkich aspektów bezpieczeństwa narodowego w Yongsan. Kto zaufa prezydentowi, który musi wydawać rozkazy przez telefon ze swojego domu, kiedy uderza w nas ulewa na poziomie katastrofy?”.
Ocenie akceptacji rządów prezydenta Yoon Suk-yeola nie sprzyjają również dawne plany wobec propozycji obniżenia wieku rozpoczęcia nauki w szkole, co miałoby rozwiązać wieloletni problem z siłą roboczą. Zaraz po ogłoszeniu tego pomysłu Minister edukacji Korei Południowej Park Soon-ae oznajmiła, że ustąpi ze stanowiska ministra z powodu sprzeciwu społeczeństwa wobec pomysłu administracji Yoona, kiedy ten nie wycofa się ze swoich postanowień.

## Życie prywatne
Od 2012 jest żonaty z Kim Keon-hee.
Jest katolikiem. Jego chrześcijańskie imię to „Ambrosio”.

## Odznaczenia
- Wielki Order Hibiskusa (Mugunghwa) – 2022, ex officio
- Order Orła Białego – Polska, 2023[42]
- Kawaler Krzyża Wielkiego Orderu Łaźni – Wielka Brytania, 2023[43]
- Łańcuch Orderu Gwiazdy Rumunii – Rumunia, 2024[44]